# Ягайло
Яга́йло (ок. 1350-е /1362, Вильна (предположительно) — 1 июня 1434, Городок, Русское воеводство) — князь витебский, великий князь литовский в 1377—1381 и 1382—1392 годах, король польский с 1386 года под именем Владислав II Яге́лло. Внук Гедимина, сын великого князя литовского Ольгерда и тверской княжны Иулиании. Родоначальник династии Ягеллонов.

## Детство
Год рождения Ягайло и место достоверно не известны. Исследователи или указывают примерную дату например около 1350 года, или в диапазоне от 1351 до 1362 года. Достоверно известно, что он был сыном Ольгерда от второго брака с Юлианией Тверской, заключённого в 1350 году. В этом браке (между 1350 и 1377 годом) родилось множество детей (насчитывают до 16 персон).
Считается, что Ягайло с детства был крещён. Его православное имя Иаков.
Вплоть до 1377 года, когда он «как любимый сын» стал наследником отца, о нём известий нет.

## Борьба за власть
Стал великим князем после смерти своего отца, великого князя Ольгерда в 1377 году. После конфликта с братом Андреем овладел Полоцком. Из-под контроля великого князя Литовского вслед за Брянском (1371) и Смоленском (1375) вышли Волынь, Подолье (1377) и Северщина (1379/1380 год).
В сентябре 1380 года Ягайло отправился на соединение с беклярбеком Золотой Орды Мамаем против московского князя Дмитрия Ивановича и промосковски настроенной части литовско-русской знати, но, не дойдя до Дона, узнал о поражении Мамая в Куликовской битве и повернул назад. Считается, что литовские и татарские войска не успели соединиться из-за превентивного удара Дмитрия Донского, когда русские войска преодолели Дон в верхнем течении и вышли на Куликово поле, когда Ягайло оставался ещё на расстоянии дневного перехода от места битвы. По другой версии, Ягайло напал на возвращающееся русское войско и овладел добычей, однако исторически это уже ничего не меняло. Примечательно, что его единокровные братья Андрей и Дмитрий сражались на стороне Дмитрия Донского.

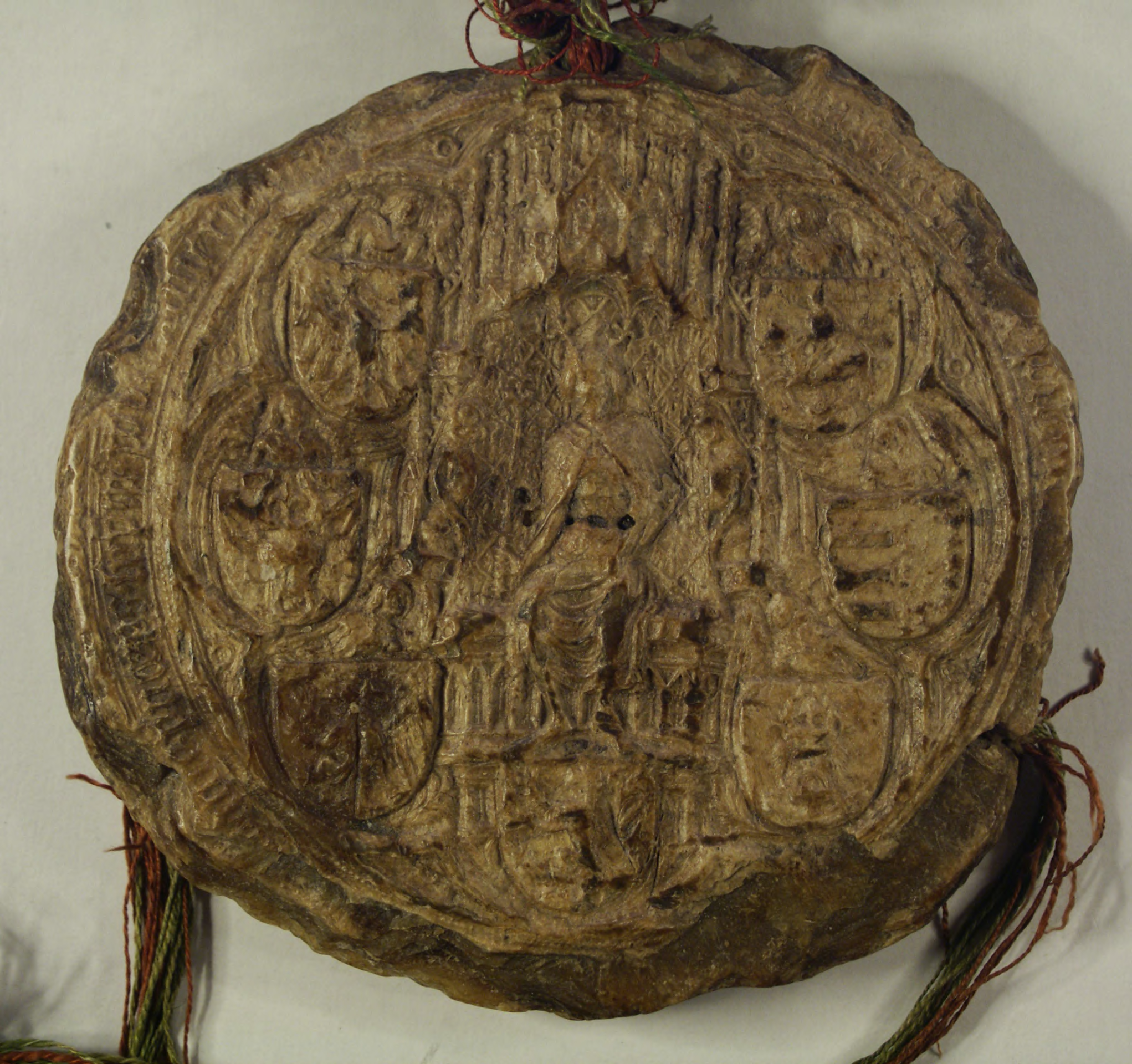
Печать короля Владислава Ягайлы 1389 года

В октябре 1381 года был свергнут с престола своим дядей Кейстутом, проводившим политический курс на сближение с Москвой на антиордынской основе. Изначально Кейстут поддержал Ягайло, рассчитывая, что тот продолжит борьбу против Тевтонского ордена. Однако уже вскоре между ними начались разногласия. Кейстут надеялся, что Ягайло откажется от попыток экспансии на восточном фронте и бросит силы Великого княжества Литовского на запад, против крестоносцев. Ягайло же планировал замириться с Орденом, оставив на произвол судьбы осаждённое ими Трокское княжество, и обратить силы на Русь. Вскоре Кейстут узнал о тайных переговорах Ягайло с крестоносцами и сверг его с престола.
Но Ягайло не отказался от борьбы и уже в июле 1382 года вернул себе великое княжение при военной помощи Тевтонского ордена и дипломатической поддержке Орды. Кейстут был заключён в Кревский замок, где, по показанию одних источников, в припадке отчаяния сам на себя наложил руки, а согласно другим источникам — был задушен по приказанию Ягайло (15 августа 1382 года). Говорили, что Ягайло приказал утопить и жену Кейстута, Бируту.
К 1384 году относятся два договора с Москвой, по одному из которых князья Ягайло, Скиргайло и Дмитрий-Корибут целовали крест Дмитрию Московскому, Владимиру Андреевичу Серпуховскому и их детям, а другой, который заключила с Дмитрием бывшая тверская княжна Иулиания Александровна, предусматривал брак её сына Ягайло с дочерью Дмитрия Донского при условии подчинения литовского князя верховной власти князя московского и признания православия государственной религией Великого княжества Литовского.
Двоюродный брат Ягайло Витовт, заключённый вместе со своим отцом Кейстутом в Кревский замок, успел спастись бегством к великому магистру Тевтонского ордена, начал в союзе с немецкими рыцарями борьбу против Ягайло и поставил его в такое положение, что тот должен был отказаться, по договору на реке Дубисе, от Жемайтии и обязался принять в течение четырёх лет католическую веру (1384).

## Брак с Ядвигой и коронация

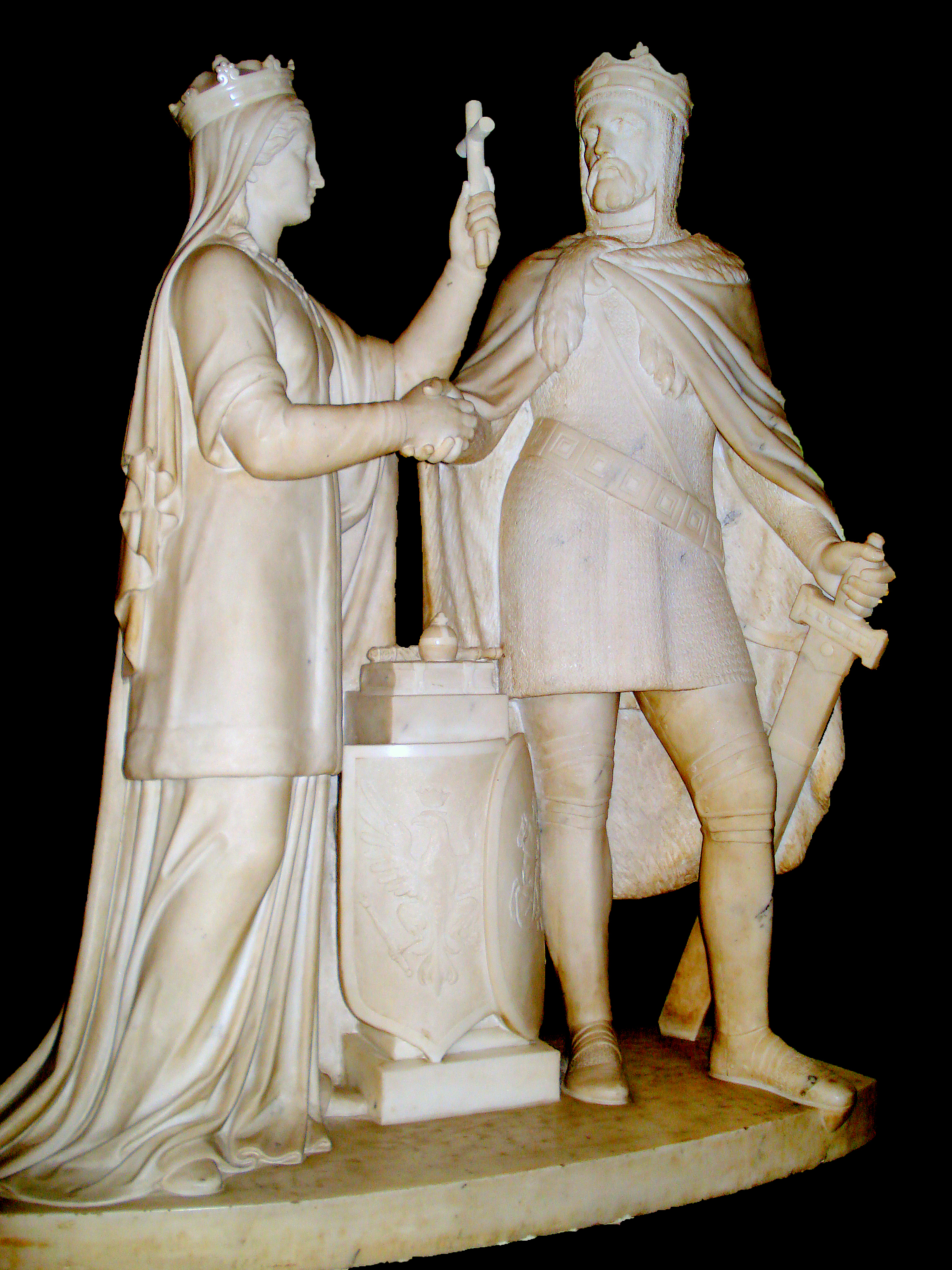
Оскар Томаш Сосновский. Ядвига и Ягелло. Группа символизирует литовско-польскую унию

14 августа 1385 года между Польшей и Великим княжеством Литовским была заключена Кревская уния. Соглашения предусматривали брак польской королевны Ядвиги и Ягайло, коронацию Ягайло королём Польши, крещение Ягайло и литовцев (в католическую веру) и освобождение из литовского плена польских христиан.
12 февраля 1386 года Ягайло прибыл в Краков, 14 или 15 февраля был крещён в соборной церкви Вавеля под именем Владислава. 18 февраля обвенчан с тринадцатилетней Ядвигой. Вопрос о том, был ли он польским королём, подвергался сомнениям: согласно одной из точек зрения, Ягайло был только супругом польской королевы (коронованной в 1384 году с титулом «короля Польши» и носившей его в браке). Например, Бандтке утверждал, что Ягайло был крещён как Владислав II, а коронация была вскоре после брака, притом новой короной. Шабульдо пишет, что коронация Ягайлы произошла 4 марта 1386 года.

## Правитель Польши и Литвы

Королевство Польское и Великое княжество Литовское в правление Ягайло

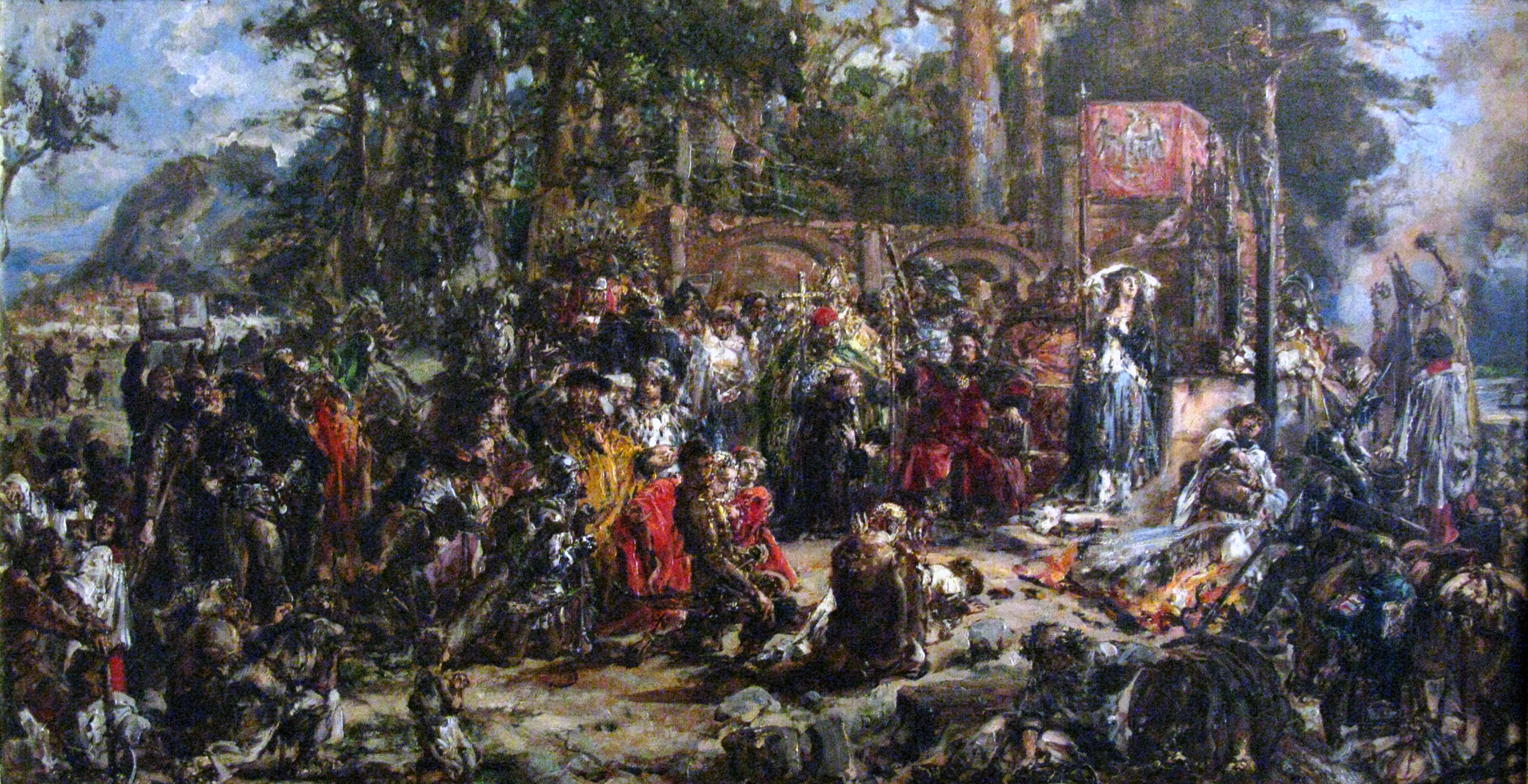
Ян Матейко. Крещение Литвы (1889)

Пока Ягайло отсутствовал в Литве, против него выступил Андрей Полоцкий, заключивший союз со Святославом Смоленским и Тевтонским орденом. В 1386 году Ягайло на борьбу с неприятелями направил Витовта и Скиргайлу. В битве на реке Вихре Святослав погиб, а Андрей попал в плен.
Поселившись в Польше, Ягайло стал через наместников управлять Литвой, считая её частью своего нового государства. В Вильно князем литовским был посажен Скиргайла. В 1387 году Ягайло вместе с Ядвигой и знатными поляками (мазовецкие князья Земовит и Януш, князь Конрад Олесницкий, познанский воевода Бартош из Визембурга, каштеляны — сандецкий Кристин из Козеглов, вислицкий Миколай из Оссолина, канцлер Польского королевства Заклика из Мендзыгужа, подканцлер Миколай из Мошкожова, чашник Влодка из Харбиновиц, краковские — подкоморий Спытек из Тарнова и подчаший Томек) прибывает в Вильно. Здесь он приказал погасить священный огонь, вырубить священные рощи, уничтожить изображения богов. Несмотря на ропот населения, приказы Ягайло были выполнены и проведена христианизация.
Кроме того, Ягайло и его жена Ядвига начали принимать вассальные присяги у литовских князей как гла́вы польского государства.
Эти присяги принесли:
- 22 марта 1386 года Фёдор Любартович, князь волынский и Иван Юрьевич, князь белзский.
- 23 октября 1386 года Дмитрий Корибут, князь новгород-северский и Фёдор Ольгердович, князь ратненский.
- 18 мая 1388 года (вторично) Дмитрий Корибут.
- 12 июля 1388 года Владимир Ольгердович, князь киевский,

а также ряд иных князей. Также к литовским князьям, принёсшим присягу польскому сюзерену, Шабульдо относит Бориса Кориатовича, Константина Черниговского, Патрикия Наримантовича, князя стародубского.
Те князья, которые не принесли подобной присяги (например, Андрей Полоцкий) были лишены своих уделов. Но клятва, данная Ягайло, не мешала последнему вмешиваться и ограничивать права и владения вассалов. В 1386 году у Фёдора Волынского отобрали Луцкую землю (с Чарторыйском), а также части вассалов лишился (Фёдор Данилович Острожский).
В 1388 году шли переговоры Ягайлы с Витовтом о передаче тому Луцкой и Волынской земли. Но так как земли давались в пользование, а не во владение, Витовт не мог использовать их в титуле.
Эта инкорпорация вытекала и из условий Кревского договора, который Ягайло заключил с поляками, что вызвало большое неудовольствие в Литве. Во главе литовской оппозиции встал Витовт, который начал борьбу с Ягайло. 5 августа 1392 года Витовтом и Ягайло было подписано Островское соглашение, признававшее Витовта великим князем литовским. Он становился сюзереном всех правителей ВКЛ, но вместе с этим был вассалом короля Польши Ягайло. Таким образом, уния Литвы с Польшей была сохранена, однако прямое влияние Ягайло в Великом княжестве сильно ослабло.
В 1387 или 1390 году Ягайло и Ядвиге удалось вернуть, отобрав у Венгрии, Червонную Русь (с городами Ярославль, Перемышль, Галич, Львов, Теребовль и др.). Эти земли вошли в королевский домен.
В 1392—1393 года хан Тохтамыш отправил свой ярлык королю Ягайло, в котором описывал свою борьбу с Тимуром и предлагал заключить военный и торговый союз.
В 1395 году удалось окончательно решить то затухающий, то возобновляющийся конфликт с Владислав Опольчиком (с 1382 года претендовавшего на польский трон).

## Король Польши

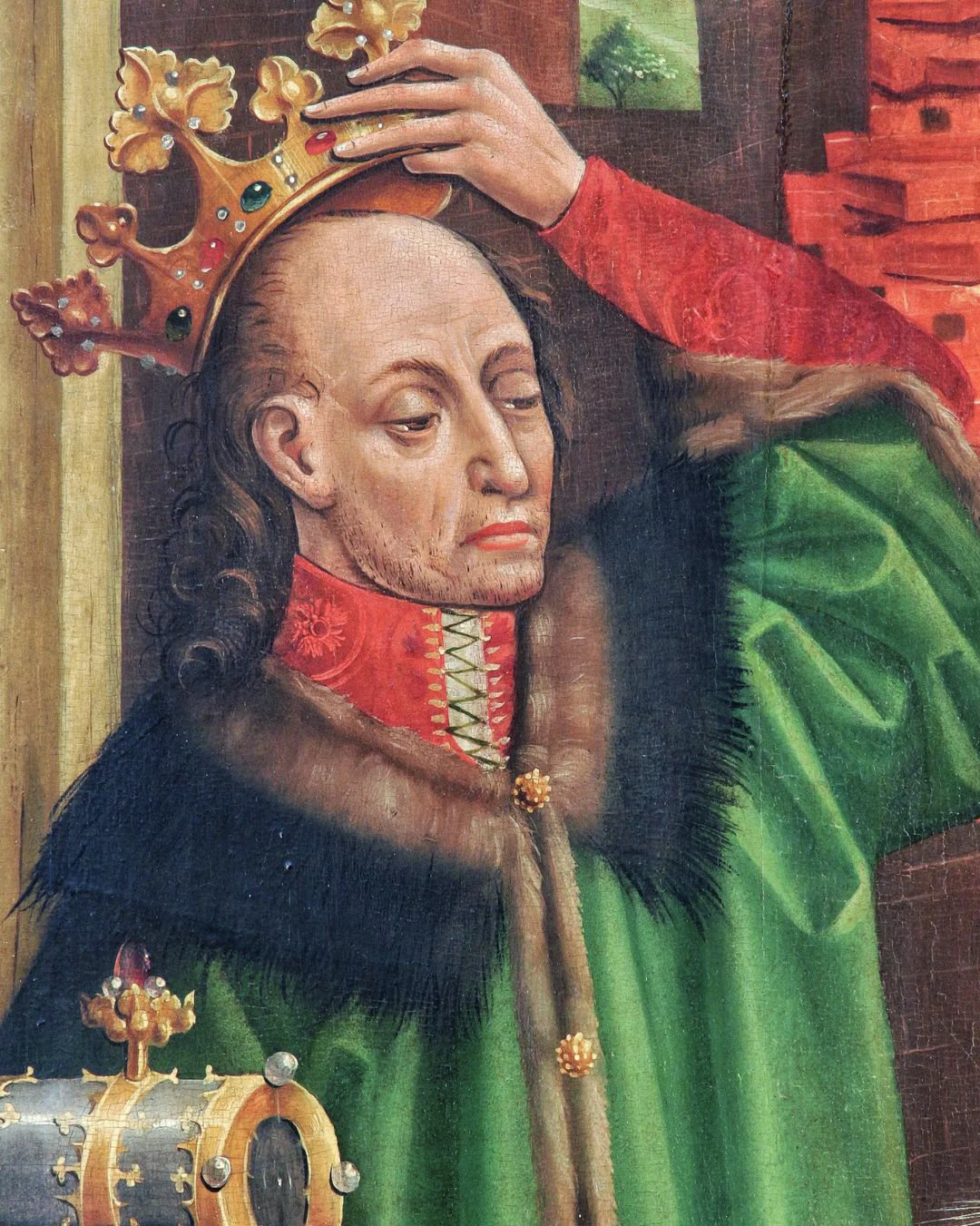
Король Владислав II Ягайло, деталь триптиха Скорбящей Богоматери в Вавельском соборе в Кракове

После смерти Ядвиги во время родов в 1399 году стал вопрос о том, быть ли Ягайло королём Польши. Историки пишут, что смерть супруги

«так встревожила Короля Владислава Ягелла, что он замышлял уже ехать в Литву и сложить с себя Польскую корону».

Любавский и Пресняков подтверждают эти опасения. Но права Ягайла на престол были подтверждены королевским советом. С тех пор и до 1795 года согласие королевского совета было необходимо для избрания короля.
После смерти Ядвиги Ягайло укрепил связь с Пястами, обручившись в 1400 году с Анной — внучкой Казимира Великого и дочерью Вильгельма, графа Цельского.
Брак был заключён 29 января 1401 года. Но хотя Анна Цельская была связана с Пястами, а её кузина Барбара была невестой короля Венгрии Сигизмунда, брак не был идеальным. Бандтке пишет, что Ягайло имел отвращение к наружности новой жены и только по политическим причинам через год после заключения брака (в 1402 году) короновал супругу.
Для укрепления своих позиций в Польше он продолжил прервавшуюся в 1398 году интеграцию с Литвой. Так как в 1399 году Витовт после битвы на Ворскле ослаб, то пошёл на заключение нового договора. Виленско-Радомская уния признавала Витовта пожизненным правителем Великого княжества, но после его смерти его владения должны были перейти Ягайле и его преемникам. В свою очередь, в случае бездетной смерти короля Ягайло поляки обязались не избирать себе короля без согласия Витовта. Договор был подтверждён польской и литовской знатью.
Осенью 1401 года возобновилась война Тевтонского ордена с Великим княжеством Литовским. С 1402 года в союзе с орденом действовал и Свидригайло (оспаривавший в княжестве власть Витовта).
В конфликт Ягайло не вмешивался, но после того, как в 1404 году Витовт и орден пошли на переговоры, он участвовал в заключении Рацёнжского мира. Этот договор (как и Салинский договор 1398 года) признавал Жмудь (Жемайтию) за орденом, но требовал передать Добжинскую землю (купленную тевтонцами за 50.000 злотых (иначе 40.000 флоринов) у Владислава Опольчика в 1392 году) за эту же сумму Польше.
После заключения перемирия магистр ордена Конрад пригласил Ягайло с частью польской знати в гости в Торунь. Там, по словам Длугоша, был большой приём и рыцарский турнир (на котором всех побил польский рыцарь Добеслав из Олесницы). Магистр в эти три дня показывал королю достопримечательности Торуня. Во время одной из экскурсий Ягайло облили кухонными помоями из окна. Тевтонцы осудили женщину, совершившую это, на утопление, но после вмешательства Ягайло её отпустили. Длугош предполагал, что этот эпизод был подстроен рыцарями, так как «никого иного, кроме короля Владислава, не задели выплеснутые помои».

## Великая война

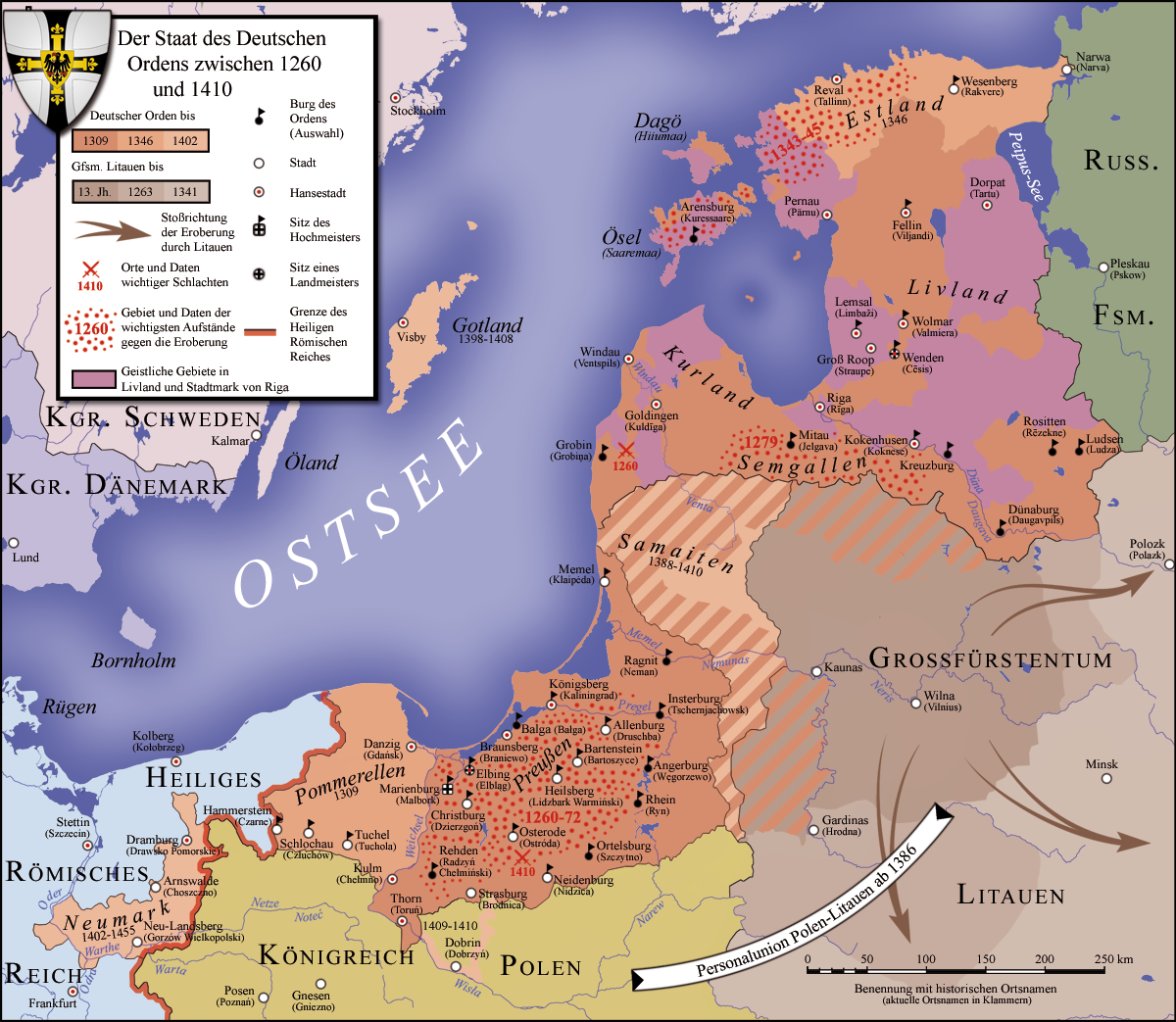
Экспансия Тевтонского ордена в 1260—1410

### Предпосылки
В 1404 году крестоносцы, вторгнувшись в Мазовию, похитили вассального Ягайле князя Януша (женатого на Дануте, сестре Витовта и кузине Ягайло). После вмешательства короля Польши магистр ордена Конрад Юнинген, уверяя, что похищение произошло без его ведома, освободил князя.
Для выкупа Добжинской земли, по согласию с духовенством и знатью, на сейме 10 ноября ввели единовременный сбор (20 грошей с лана). По словам Длугоша, этот сбор позволил собрать сумму в 100.000 марок или 100.000 гривен.
В 1405 году крестоносцы напомнили Ягайле об их договоре, заключённом в 1343 году в Калише с Казимиром III Великим, по которому тот отказывался от прав на Померанию и даже обещал убрать её с печати и из титула. Ягайло и поляки считали, что все польские земли, отошедшие от Польши из-за захвата соседями или дарения польских королей, продолжают принадлежать, по существу, Польше и должны быть рано или поздно с нею воссоединены. Стороны, не договорившись, разъехались.
В 1404—1405 годы Витовт, скрепя сердце, передал Жмудь ордену. Но там продолжали сопротивляться тевтонцам.
В 1406 году опасаясь, что владеющие крепостью Драхим рыцари-иоанниты передадут её (как в своё время Санток) тевтонцам, потребовал вернуть её польской короне. После отказа рыцарей крепость была захвачена польскими войсками.
В 1408 году Польша выкупает Добжинскую землю.
В этот же год, узнав, что Литва пострадала от неурожая яровых и озимых, Ягайло направляет из Польши 20 кораблей с хлебом. Из Куявии корабли должны были спуститься по Висле мимо Рагнеты, а потом подняться по Неману. Но у Рагнеты корабли по приказу магистра тевтонского ордена были задержаны. Длугош пишет, что магистр уверял короля «им перехвачен не хлеб, а оружие, посланное язычникам против него, его Ордена и прочих христиан, и он никоим образом его не возвратит; король же и поляки поступают якобы бесчестно, помогая варварам оружием и требуя возвращения, когда его перехватывают».
Одновременно с этим пострадали литовские купцы, торгующие в Рагнете.
В ответ на эти действия Витовт начал поддерживать восставших в Жемайтии. И в результате восстания, начавшегося в мае 1409 года, тевтонцы её потеряли.
24 июня 1409 года посольство рыцарей обратилось к Ягайле, чтобы выяснить, поддержит он Витовта или нет. Тот решил отложить этот вопрос до созыва сейма 17 июля. Такой уклончивый ответ не устроил послов и те начали грозить войной.

### Ход событий

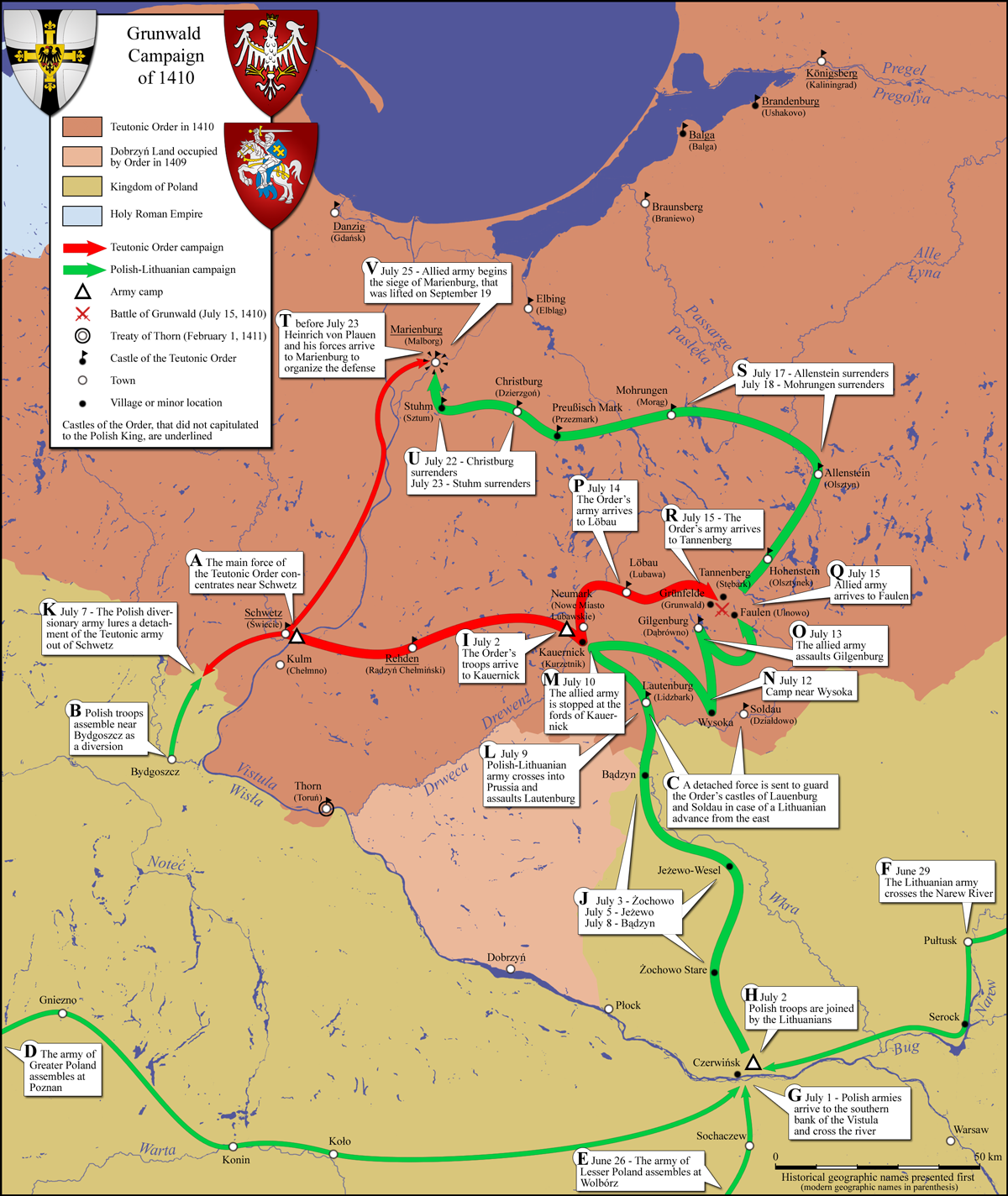
Боевые действия во время Великой войны

6 августа 1409 гроссмейстер Тевтонского ордена Ульрих фон Юнгинген объявил войну Польскому королевству. Отряды тевтонских рыцарей вторглись на территорию Польши и Литвы и захватили ряд укреплений.
В ответ на это польский король Ягайло объявил военный сбор и по договорённости с Витовтом в сентябре 1409 года овладел крепостью Быдгощ.
Во время перемирия осенью 1409 — зимой 1410 года обе стороны готовились к войне.
Война возобновилась летом 1410 года.
15 июля 1410 произошла Грюнвальдская битва, которая решила исход войны в пользу союзников. В ходе битвы орден был разгромлен.
Но из-за того, что Ягайло прислушался к тем советникам, что предлагали «стоять на костях», за три дня некоторые рыцарские замки (включая Мариенбург) успели укрепиться.

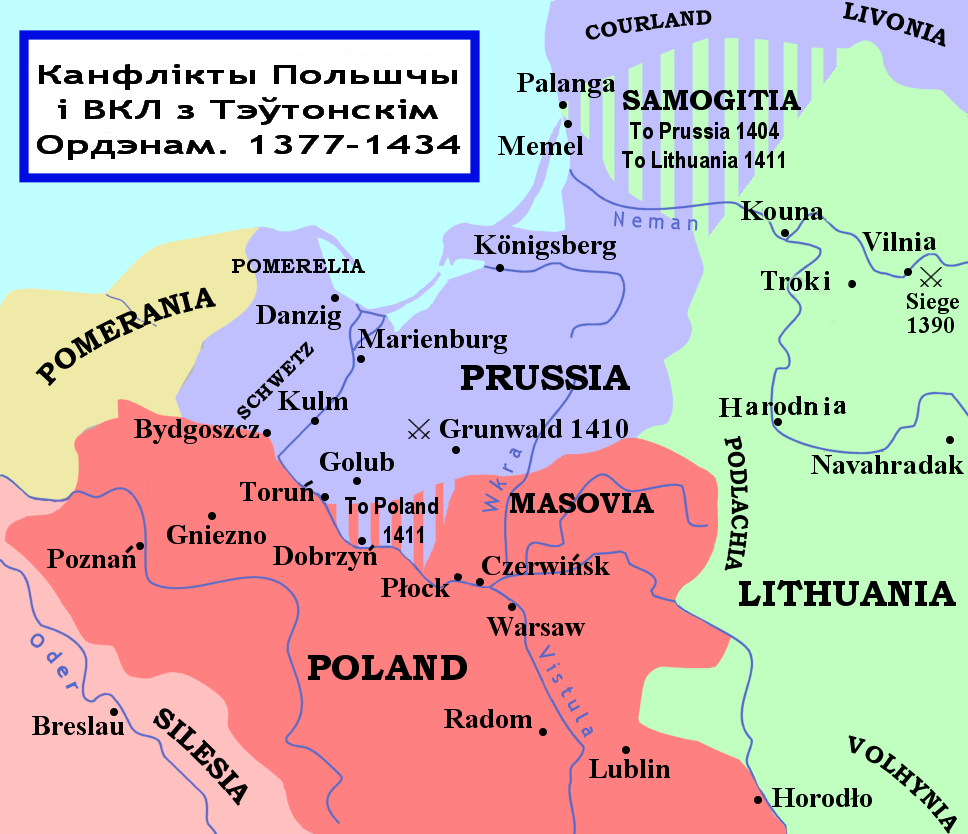
Территории, полученные победителями по Торунскому миру (указаны штриховхой)

В итоге, в 1411 году был подписан Торуньский мир, но не столь удачный, как он изначально виделся победителям Грюнвальда.
Если после сражения победители считали себя повелителями всей Пруссии, если в начале осады Мариенбурга Плауен предлагал уступить Польше земли Поморскую, Хельминскую, Михайловскую, то по Торуньскому миру союзники получали 600.000 злотых, Великое княжество Литовское — Жемайтию (но лишь до смерти Витовта и Ягайло), Польша — Добжинскую землю, Мазовия — повет Завскржинский.

## Отношения с Люксембургами
В 1409 году на встрече в Бреславле чешский король Вацлав IV предложил вернуть Польше Силезию, если та выставит против Сигизмунда Венгерского 400 копейщиков. По совету Ивана Смержицкого и из-за проблем Польши с орденом предложение было отвергнуто.
Когда обострились отношения между Ягайло и Витовтом с одной стороны и Тевтонским орденом с другой, литовские князья пытались привлечь к союзу Сигизмунда Венгерского, а спор во время перемирия 1409—1410 года передали Вацлаву Чешскому. Однако Сигизмунд пытался рассорить Ягайло с Витовтом, суля последнему королевскую корону.
Вацлав предложил полякам, чтобы те не брали себе королей из восточных земель (намекая на Ягайлу), а Добжинскую землю просил себе — чтобы решить, кому она должна принадлежать.
Во время Великой войны южные владения Польши атаковал трансильванский воевода поляк Сцибор из Сцибожице. Но война ограничилась разорением польского и литовского пограничья.
После переговоров Ягайло с Сигизмундом стороны заключили Любовлянский договор, по которому Сигизмунд получал 37.000 коп пражских грошей (иначе 2.960.000 польских злотых), а под залог этой суммы передавал Польше староство Спижское (которое оставалось за Польшей вплоть до 1772 года) и драгоценности, вывезенные из Польши Елизаветой Боснийской (включая корону, скипетр, меч и державу Болеслава Храброго).

## От Великой войны до Луцкой

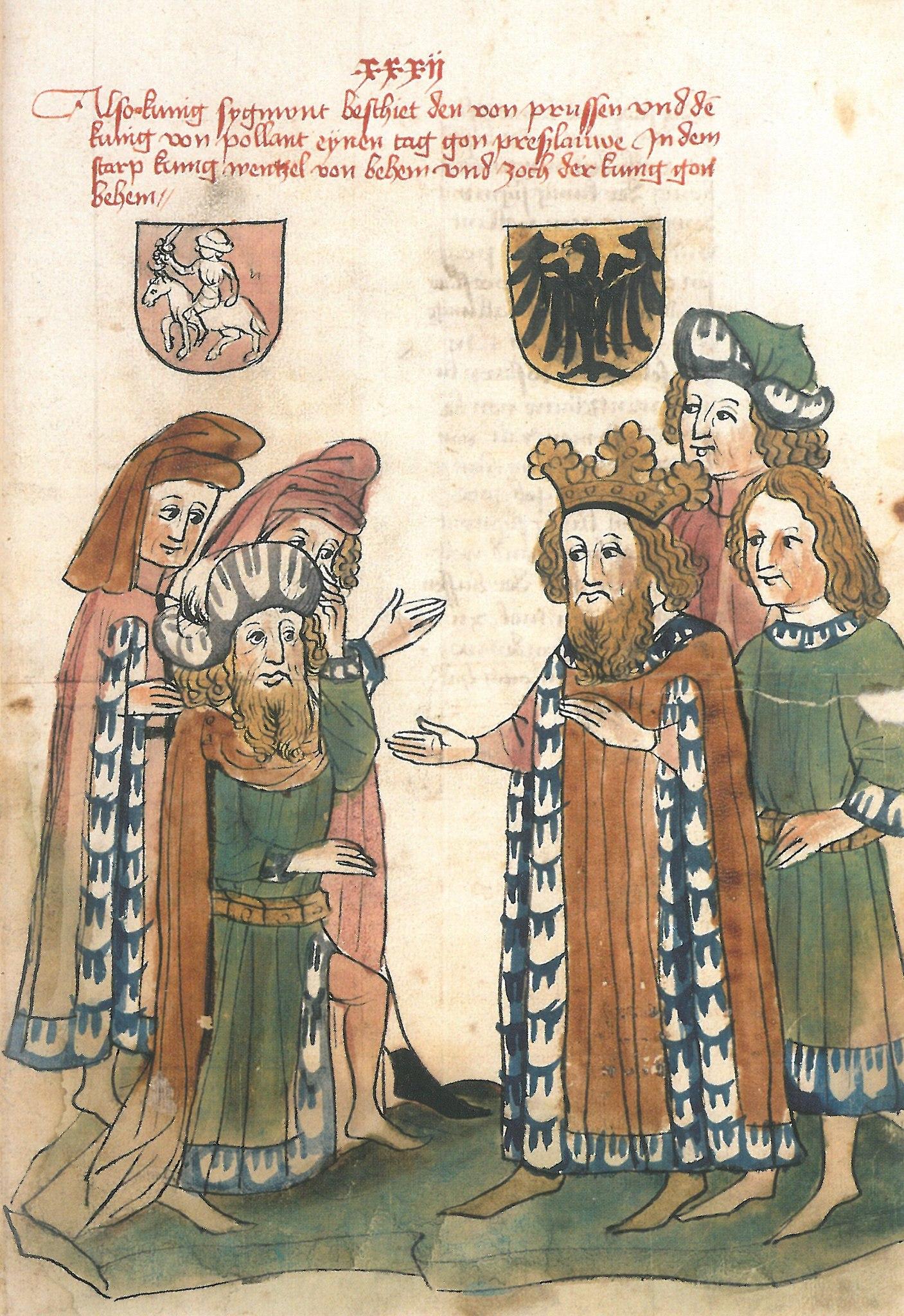
Император Сигизмунд выступает посредником между Ягайло и Тевтонским орденом. Иллюстрация 1443 года

В 1411 году Ягайло передал Витовту Подолье в пожизненное владение.
В 1413 году была подписана Городельская уния. Она усилила польско-литовские связи. Литовская знать, принявшая католичество, получала права и привилегии польской шляхты.
В 1414 году конфликт с орденом возобновился. Повоевав полгода, стороны заключили перемирие и обратились к посредничеству Констанского собора.
На этом соборе был осуждён Ян Гус, несмотря на охранную грамоту императора Сигизмунда Люксембурга. Недовольные Люксембургом чехи стали с ним бороться. В 1420 году они предложили богемскую корону Ягайле. Он вынес вопрос на решение совета. Большая часть советников посоветовали отклонить предложение чехов. Гуситы обратились к Витовту. Тот согласился, но потребовал, чтобы гуситы помирились с католической церковью. Одновременно Ягайло и Витовт вели переговоры с Сигизмундом Люксембургом о передаче Силезии и заключении браков с Елизаветой Сигизмундовной и вдовой Вацлава Софией Баварской.
В 1419 году перемирие с орденом подошло к концу. Император Сигизмунд, желавший решить гуситский вопрос и опасавшийся чешско-польского сближения, в 1420 году поддержал орден. Тевтонцы возобновили в 1422 году боевые действия против Польши и Литвы. Королём гуситов стал племянник Ягайлы Сигизмунд Корибут. Это позволило Сигизмунду дезавуировать обещания о браке и Силезии. После встречи с императором Сигизмундом, обещавшим помощь против крестоносцев, Ягайло перестал помогать племяннику Сигизмунду Корибутовичу.
В 1421 году на фоне конфликта с орденом и гуситского вопроса началось сближение с Бранденбургом. Был подписан договор о заключении брака между Фридрихом, сыном курфюрста Бранденбурга Фридриха I фон Гогенцоллерна и Ядвигой, дочерью Ягайло. После прибытия в Польшу Фридрих стал воспитываться как потенциальный жених и наследник короны. В 1424 году произошло бракосочетание Фридриха и Ядвиги, а также коронация четвёртой жены Ягайлы — Софии.
В 1424, 1426 и 1427 годах у польского короля рождаются долгожданные сыновья. Но в 1426 году Витовт поставил под сомнение, что их отцом был Ягайло. Было проведено расследование. Служанки назвали настоящего (или мнимого) отца младенцев. Ревнивый Ягайло планировал выслать Софию в Литву к отцу. Но после вмешательства ряда вельмож (Яна Тарновского и других), проведя суд над женой (оправдавший её), помирился с королевой.
4 марта 1430 года на сейме в Едлине был принят Едлинский привилей. По нему расширялись права шляхты. Она могла выбрать наследником Ягайлы более способного из его сыновей. Король лишался права без согласия Государственных чинов бить монету, дворян нельзя было брать под стражу.

## Луцкая война
В январе 1429 года в Луцке состоялся съезд, в котором участвовала не только знать Великого княжества Литовского, но император Сигизмунд, Ягайло, легат папы римского, представители и послы соседних земель. На этом съезде император Сигизмунд предложил сделать Витовта королём. Ягайло согласился. Но потом польская знать (в лице краковского епископа Збигнева Олесницкого, Яна Тарновского и других) вынудила его отозвать согласие. Витовт продолжал планировать коронацию осенью 1430 года. Но коронация не состоялась, так как корона была перехвачена Ягайло. 27 октября 1430 года Витовт умер.
Новым князем Литвы стал Свидригайло (польские авторы утверждают, что он стал им по протекции Ягайло). Он, хоть и был католиком, опирался не только на литовскую, но и на русскую православную знать. Это, а также то, что после смерти Витовта Свидригайло «не вернул» Подолье Польше, вызывало трения между ним и Ягайло. Польский король, приехавший в Литву для прощания с Витовтом и для получения вассальной клятвы, оказался в плену у брата. Свидригайло принудил Ягайло признать его в качестве великого князя литовского. В 1431 году литовский князь выпустил польского короля, так как поляки начали войну за его освобождение. Но с возвращением Ягайло война не прекратилась, она лишь поменяла цель: возвращение Подолии и Волыни. Ягайло, созвав в Сандомире сейм, объявил, что он не может признать брата князем, так как на предыдущих съездах было решено, что Литва навечно присоединяется к Польше. Союзником Свидригайло в войне с Польшей стал Тевтонский орден, разоривший Куявию и Добжинскую землю.
Ягайло, желая помочь куявскому дворянству, стал раздавать тому церковные владения, что привело к конфликту короля с духовенством.
В 1432 году Ягайло пригласил брата на переговоры в Брест (обещая приехать в Партцов), но тот, опасаясь плена, оттягивал встречу. Не дождавшись свидания с братом, Ягайло направил против него Сигизмунда Кейстутовича. В результате войны между Свидригайло и Сигизмундом последний смог стать литовским князем и одержать победу.
Для войны с орденом Ягайло привлёк гуситов (разоривших Ноймарк), в то время как поляки разорили Пруссию от моря до Вислы.

## Смерть

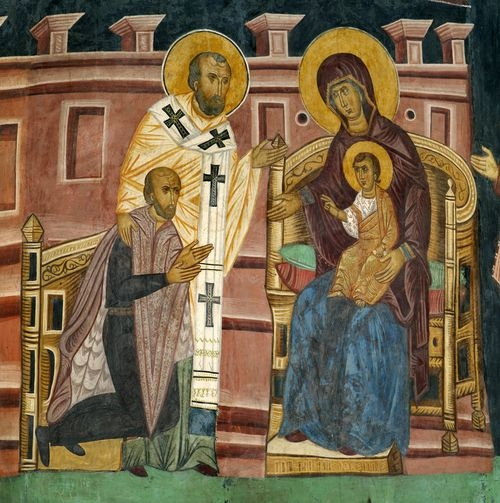
Ягайло перед Мадонной и Иисусом Христом. Фреска 1418 года

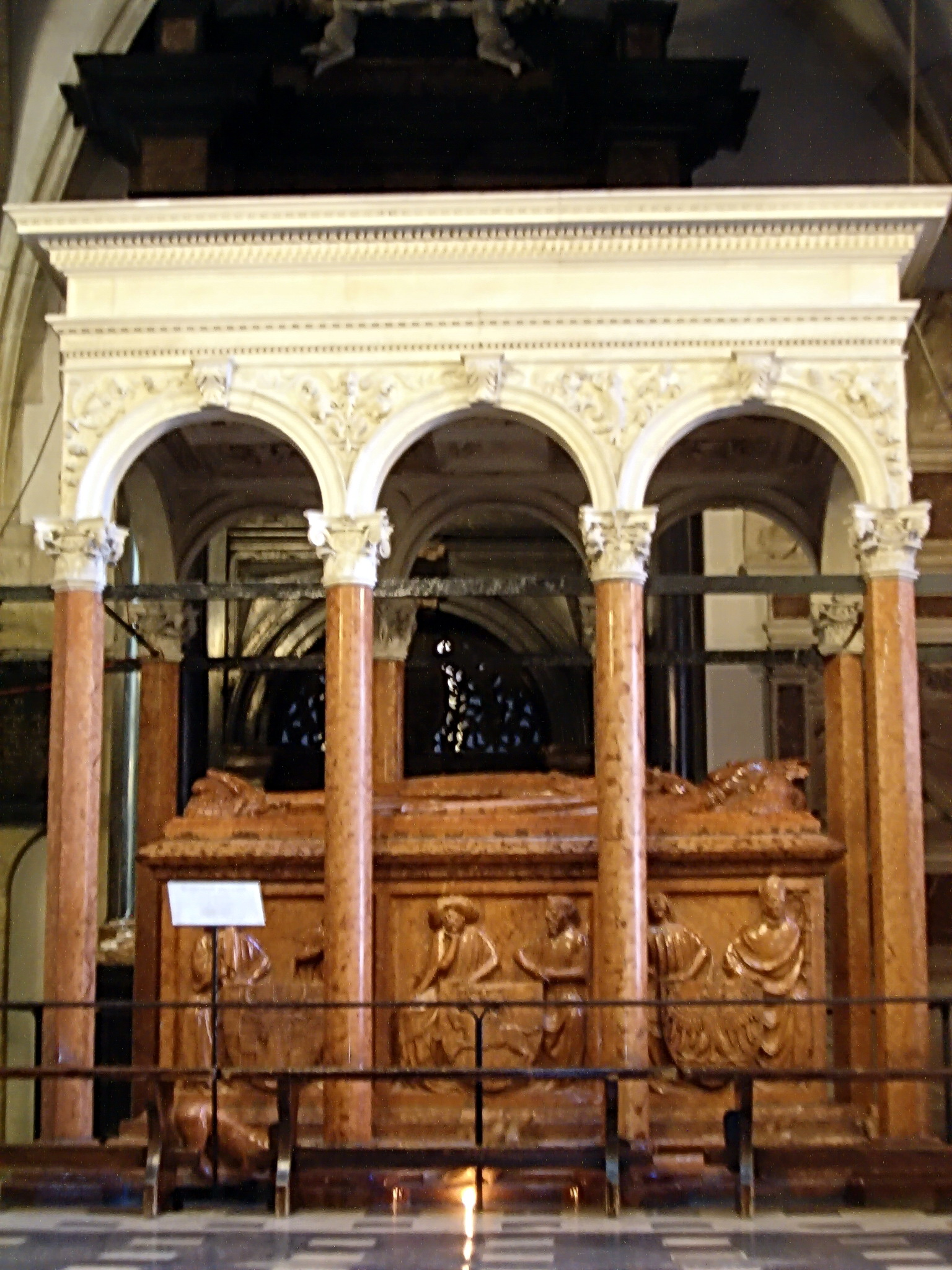
Надгробие Ягайлы в Вавельском соборе

Конца ни той, ни другой войны Ягайло не увидел. 1 июня 1434 года в городе Городке он умер. Согласно Яну Длугошу, он простудился, слушая пение соловья.
Большую часть своей жизни (с 1385 по 1434 год) Ягайло пытался связать Литву и Польшу. Временами надеясь стать главным правителем в обоих государствах (например в 1386—1389 или надеясь унаследовать Литву после Витовта), временами планируя, чтобы Польшу унаследовал кто-то из его литовских родичей (Витовт, дочь или сыновья).
Но полностью его надежды не реализовались. Заявленная в 1421 году как наследница, дочь Ядвига умерла в 1431 году. В её отравлении обвиняли мачеху — королеву Софью, четвёртую жену Ягайло. Исследователи по-разному оценивают причастность королевы, но смерть дочери сказалась на планах Ягайло.
Оба оставшихся в живых сына и на момент провозглашения Едлинского привилея и на момент смерти их отца были малолетними. А Ягайле в момент смерти было за 70 или даже около 80 лет. Шансы на то, что Ягайле удастся передать польский престол совершеннолетнему сыну, были минимальны. И они не сбылись. Ограниченная Едлинским привилеем королевская власть ослабла. А после смерти Ягайло едва не ускользнула из его рода. Немало вельмож активно агитировали за Земовита Мазовецкого в качестве короля или в качестве регента. И хотя в итоге королём Польши стал сын Ягайло и Софии, но Польша оказалась разделена на множество «провизорств», правивших воеводствами и староствами.

## Влияние и оценки
Ягайло был первым из литовской княжеской династии Гедиминовичей, носивших титул также и королей польских. Основанная им династия Ягеллонов правила обоими государствами до 1572 года. А отдельные его потомки правили Чехией (1471—1526) и Венгрией (1440—1444, 1490—1526).
Русские историки и писатели XIX века, как правило, склонны считать его человеком небольшого ума и слабого характера, который не мог играть выдающейся роли в современной ему жизни. Напротив, в польской историографии ему обычно приписывают большие способности и сильное влияние на ход исторических событий.
Среди событий громадной важности эпохи его правления выделяются крещение Литвы и Грюнвальдская битва 1410 года, положившая конец экспансии немецких рыцарей.

## Семья

### Предки
| \| \| \| \| \| \| \| \| \| \| \| \| \| \| \| \| \| \| \| \| Гедимин Литовский \| \| \| \| \| \| \| \| \| \| \| \| \| \| \| \| \| \| \| \| \| \| \| \| \| \| \| \| \| \| \| \| \| \| \| \| \| \| \| \| \| \| \| \| \| \| \| \| \| \| \| \| \| \| Ольгерд Литовский \| \| \| \| \| \| \| \| \| \| \| \| \| \| \| \| \| \| \| \| \| \| \| \| \| \| \| \| \| \| \| \| \| \| \| \| \| \| \| \| \| \| \| \| \| \| \| \| \| \| \| \| \| \| Евна Полоцкая \| \| \| \| \| \| \| \| \| \| \| \| \| \| \| \| \| \| \| \| \| \| \| \| \| \| \| \| \| \| \| \| \| \| \| \| \| \| \| \| \| \| \| \| \| \| \| \| \| \| \| \| \| \| Ягайло (Владислав Ягелло) \| \| \| \| \| \| \| \| \| \| \| \| \| \| \| \| \| \| \| \| \| \| \| \| \| \| \| \| \| \| \| \| \| \| \| \| \| \| \| \| \| \| \| \| \| \| \| \| \| \| \| \| \| \| Ярослав Ярославич Тверской \| \| \| \| \| \| \| \| \| \| \| \| \| \| \| \| \| \| \| \| \| \| \| \| \| \| \| \| \| \| \| \| \| \| \| \| \| \| \| \| \| \| \| \| \| \| \| \| \| \| \| \| \| \| Михаил Ярославич Тверской \| \| \| \| \| \| \| \| \| \| \| \| \| \| \| \| \| \| \| \| \| \| \| \| \| \| \| \| \| \| \| \| \| \| \| \| \| \| \| \| \| \| \| \| \| \| \| \| \| \| \| \| \| \| Ксения Юрьевна \| \| \| \| \| \| \| \| \| \| \| \| \| \| \| \| \| \| \| \| \| \| \| \| \| \| \| \| \| \| \| \| \| \| \| \| \| \| \| \| \| \| \| \| \| \| \| \| \| \| \| \| \| \| Александр Михайлович Тверской \| \| \| \| \| \| \| \| \| \| \| \| \| \| \| \| \| \| \| \| \| \| \| \| \| \| \| \| \| \| \| \| \| \| \| \| \| \| \| \| \| \| \| \| \| \| \| \| \| \| \| \| \| \| Дмитрий Борисович Ростовский \| \| \| \| \| \| \| \| \| \| \| \| \| \| \| \| \| \| \| \| \| \| \| \| \| \| \| \| \| \| \| \| \| \| \| \| \| \| \| \| \| \| \| \| \| \| \| \| \| \| \| \| \| \| Анна Кашинская \| \| \| \| \| \| \| \| \| \| \| \| \| \| \| \| \| \| \| \| \| \| \| \| \| \| \| \| \| \| \| \| \| \| \| \| \| \| \| \| \| \| \| \| \| \| \| \| \| \| \| \| \| \| Ульяна Александровна Тверская \| \| \| \| \| \| \| \| \| \| \| \| \| \| \| \| \| \| \| \| \| \| \| \| \| \| \| \| \| \| \| \| \| \| \| \| \| \| \| \| \| \| \| \| \| \| \| \| \| \| \| \| \| \| Анастасия (возможно Анастасия Юрьевна Галицкая) \| \| \| \| \| \| \| \| \| \| \| \| \| \| \| \| \| \| \| \| \| \| \| \| \| \| \| \| \| \| \| \| \| \| \| \| \| \| \| \| \| \| \| \| \| \| \| \| \| \| \| \| |                                                 |  |  |  |  |  |  |  |  |  |  |  |  |  |  |  |
| |                                                 |  |  |  |  |  |  |  |  |  |  |  |  |  |  |  |
| | Гедимин Литовский                               |  |  |  |  |  |  |  |  |  |  |  |  |  |  |  |
| |                                                 |  |  |  |  |  |  |  |  |  |  |  |  |  |  |  |
| |                                                 |  |  |  |  |  |  |  |  |  |  |  |  |  |  |  |
| | Ольгерд Литовский                               |  |  |  |  |  |  |  |  |  |  |  |  |  |  |  |
| |                                                 |  |  |  |  |  |  |  |  |  |  |  |  |  |  |  |
| |                                                 |  |  |  |  |  |  |  |  |  |  |  |  |  |  |  |
| | Евна Полоцкая                                   |  |  |  |  |  |  |  |  |  |  |  |  |  |  |  |
| |                                                 |  |  |  |  |  |  |  |  |  |  |  |  |  |  |  |
| |                                                 |  |  |  |  |  |  |  |  |  |  |  |  |  |  |  |
| | Ягайло (Владислав Ягелло)                       |  |  |  |  |  |  |  |  |  |  |  |  |  |  |  |
| |                                                 |  |  |  |  |  |  |  |  |  |  |  |  |  |  |  |
| |                                                 |  |  |  |  |  |  |  |  |  |  |  |  |  |  |  |
| | Ярослав Ярославич Тверской                      |  |  |  |  |  |  |  |  |  |  |  |  |  |  |  |
| |                                                 |  |  |  |  |  |  |  |  |  |  |  |  |  |  |  |
| |                                                 |  |  |  |  |  |  |  |  |  |  |  |  |  |  |  |
| | Михаил Ярославич Тверской                       |  |  |  |  |  |  |  |  |  |  |  |  |  |  |  |
| |                                                 |  |  |  |  |  |  |  |  |  |  |  |  |  |  |  |
| |                                                 |  |  |  |  |  |  |  |  |  |  |  |  |  |  |  |
| | Ксения Юрьевна                                  |  |  |  |  |  |  |  |  |  |  |  |  |  |  |  |
| |                                                 |  |  |  |  |  |  |  |  |  |  |  |  |  |  |  |
| |                                                 |  |  |  |  |  |  |  |  |  |  |  |  |  |  |  |
| | Александр Михайлович Тверской                   |  |  |  |  |  |  |  |  |  |  |  |  |  |  |  |
| |                                                 |  |  |  |  |  |  |  |  |  |  |  |  |  |  |  |
| |                                                 |  |  |  |  |  |  |  |  |  |  |  |  |  |  |  |
| | Дмитрий Борисович Ростовский                    |  |  |  |  |  |  |  |  |  |  |  |  |  |  |  |
| |                                                 |  |  |  |  |  |  |  |  |  |  |  |  |  |  |  |
| |                                                 |  |  |  |  |  |  |  |  |  |  |  |  |  |  |  |
| | Анна Кашинская                                  |  |  |  |  |  |  |  |  |  |  |  |  |  |  |  |
| |                                                 |  |  |  |  |  |  |  |  |  |  |  |  |  |  |  |
| |                                                 |  |  |  |  |  |  |  |  |  |  |  |  |  |  |  |
| | Ульяна Александровна Тверская                   |  |  |  |  |  |  |  |  |  |  |  |  |  |  |  |
| |                                                 |  |  |  |  |  |  |  |  |  |  |  |  |  |  |  |
| |                                                 |  |  |  |  |  |  |  |  |  |  |  |  |  |  |  |
| | Анастасия (возможно Анастасия Юрьевна Галицкая) |  |  |  |  |  |  |  |  |  |  |  |  |  |  |  |
| |                                                 |  |  |  |  |  |  |  |  |  |  |  |  |  |  |  |
| |                                                 |  |  |  |  |  |  |  |  |  |  |  |  |  |  |  |

### Жёны и дети
- 1-я жена с 1386 Ядвига (королева Польши) — одна дочь

1. Елизавета Бонифация (1399)

- 2-я жена с 1402 Анна Цельская — одна дочь

1. Ядвига (1408—1431)

- 3-я жена с 1416 Эльжбета Грановская — детей не имели
- 4-я жена с 1422 Софья Гольшанская — трое детей

1. Владислав III (1424—1444)
2. Казимир (1426—1427)
3. Казимир IV (1427—1492)

## Образ в искусстве
- В книге Кольцо Великого Магистра автора Константина Бадигина описывается жизнь Ягайло до брака с Ядвигой.
- Художественный фильм «Крестоносцы» / «Krzyzacy» (Польша; 1960) режиссёр Александр Форд, в роли короля Владислава Ягелло — Эмиль Каревич.